# Ding (naczynie)
Ding – naczynie rytualne w formie trójnogu z dwoma uchwytami, używane w Chinach w epokach Shang i Zhou do ceremonii związanych m.in. z kultem przodków. Wywodzi się bezpośrednio z dawnych naczyń służących do gotowania i przechowywania żywności. Początkowo były to naczynia ceramiczne, w późniejszym okresie wyrabiano je z brązu.
W chińskiej kulturze ding pełni funkcję symboliczną, podobną nieco do tej, jaką – pod wpływem chrześcijaństwa – na Zachodzie przyjął kielich (lub puchar). Bardzo starym wyobrażeniem jest dziewięć dingów symbolizujących dziewięć chińskich prowincji. Zebrane razem symbolizują jedność kraju.